# (78431) Kemble
(78431) Kemble (2002 QJ50) – planetoida z pasa głównego asteroid okrążająca Słońce w ciągu 3,82 lat w średniej odległości 2,44 j.a. Odkryta 16 sierpnia 2002 roku.